# Nick Rhodes
Nicholas James Bates, noto come Nick Rhodes (Birmingham, 8 giugno 1962), è un tastierista, compositore e produttore discografico britannico.

## Biografia
Nel 1978 fonda, assieme a John Taylor la pop-band britannica Duran Duran. Talentuoso tastierista, nel 1983, all'età di 21 anni, produce l'album dei Kajagoogoo, White Feathers, arrivato al numero 1 della hit parade britannica.
Nel 1985 forma con Simon Le Bon e Roger Taylor il progetto parallelo Arcadia, col quale pubblica l'album So Red the Rose.
Nel 1995 forma insieme al chitarrista Warren Cuccurullo una band elettronica-sperimentale, i TV Mania, producendo oltre 60 canzoni, alcune delle quali sono incluse nell'album Bored with Prozac and the Internet?, uscito il 12 marzo 2013.
Nel 2001 insieme all'ex cantante delle prime sessioni dei Duran Duran, Stephen Duffy, forma la band The Devils, con la quale pubblicherà l'album Dark Circles.
Nel 2021, pubblica quattro album realizzati con l'artista Wendy Bevan sotto il comune pseudonimo Astronomia. Il primo album è intitolato: The Fall of Saturn .

### Vita privata
Dal 1984 al 1992 è stato sposato con Julie-Ann Freidman, da cui ha avuto una figlia. Dopo il divorzio ha avuto altre relazioni, tra cui quelle con la regista Madeleine Farley e l'attrice Meredith Ostrom..

### Discografia con i Duran Duran

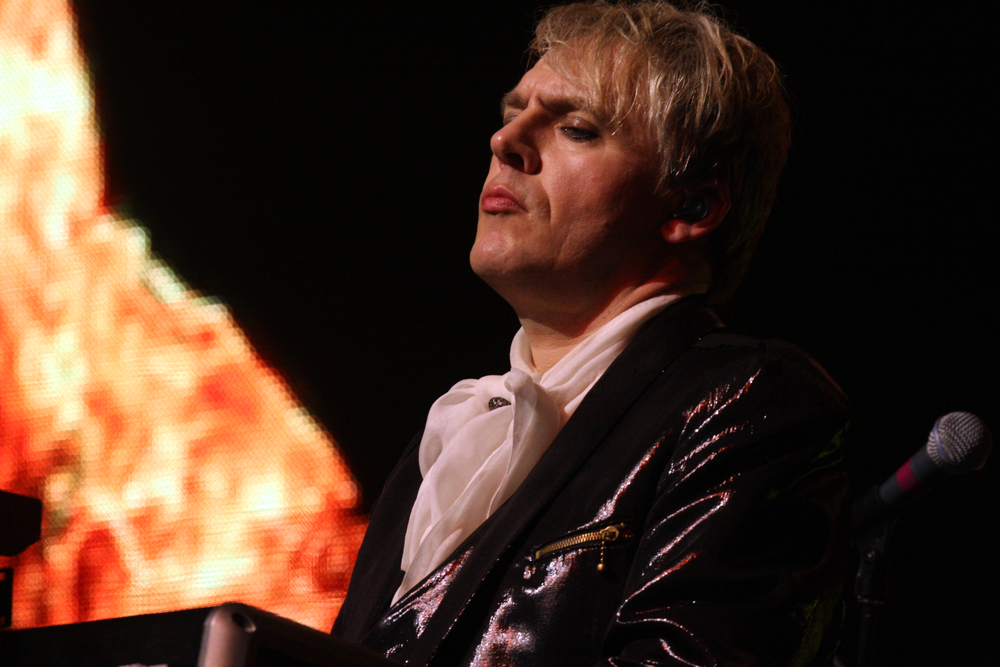
Nick Rhodes in concerto

### Album in studio
- 1981 – Duran Duran
- 1982 – Rio
- 1983 – Seven and the Ragged Tiger
- 1986 – Notorious
- 1988 – Big Thing
- 1990 – Liberty
- 1993 – Duran Duran (The Wedding Album)
- 1995 – Thank You
- 1997 – Medazzaland
- 2000 – Pop Trash
- 2004 – Astronaut
- 2007 – Red Carpet Massacre
- 2011 – All You Need Is Now
- 2015 – Paper Gods
- 2021 – Future Past

### Album demo: Duran Duran & Andy Wickett
- 1979 part 1 (See Me, Repeat Me – Reincarnation – Girls on Film – Working the Steel)
- 1979 part 2 (Dreaming of Your Cars - Love Story - X-Disco – To The Shore)

### Discografia con gli Arcadia
- So Red the Rose (1985)

### Discografia con i The Devils
- 2002 - Dark Circles

### Discografia con i TV Mania
- 2013 - Bored with Prozac and the Internet?

### Discografia con gli Astronomia e Wendy Bevan
- 2021 - Astronomia I: The Fall of Saturn (20 marzo); Astronomia II: The Rise Of Lyra (21 giugno); Astronomia III: Heaven And Hell In The Serpent’s Tail (22 settembre), Astronomia IV: The Eclipses Of Algol (21 dicembre). Tutti gli album sono stati pubblicati in formato digitale da Tape Modern.
- 2022 - The Calling , brano incluso nell’album For the Birds: The Birdsong Project, Vol.I.